# 滋賀県道124号甲南停車場線
滋賀県道124号甲南停車場線（しがけんどう124ごう こうなんていしゃじょうせん）は、滋賀県甲賀市を通る一般県道である。

## 概要
甲賀市甲南町深川から甲賀市甲南町野田に至る。

### 路線データ
- 起点：甲賀市甲南町深川（JR西日本草津線 甲南駅前）
- 終点：甲賀市甲南町野田（野田交差点、滋賀県道・三重県道4号草津伊賀線交点）
- 総延長：0.8 km

## 路線状況

### 道路施設

#### 橋梁
- 甲南大橋（杣川、甲賀市）

## 地理

### 通過する自治体
- 滋賀県
  - 甲賀市

### 交差する道路
| 交差する道路                    | 交差する場所 | 交差する場所      |
| ------------------------------- | ------------ | ----------------- |
| 滋賀県道・三重県道4号草津伊賀線 | 甲南町野田   | 野田交差点 / 終点 |

### 沿線
- JR西日本草津線 甲南駅
- 甲賀警察署 深川警察官駐在所
- 甲賀市立甲南第一小学校
- 長徳寺
- 滋賀県信用組合 甲南支店
- 甲賀市役所 甲南支所
- 関西みらい銀行 甲南支店
- 甲賀市立甲南幼稚園